# パウル・カッシーラー
パウル・カッシーラー（Paul Cassirer, 1871年2月21日 - 1926年1月7日）は、ドイツの美術商、出版業者。ベルリン分離派のほか、フランスの印象派とポスト印象派、特にフィンセント・ファン・ゴッホやポール・セザンヌの作品を取り扱い、ドイツでこれらの作品の普及に努めた。

## 生涯
パウル・カッシーラーは、1871年、ケーブル製作会社の技師であったルーイー・カッシーラーの子として生まれた。エルンスト・カッシーラーも出た、ユダヤ系の家系である。
当初、ミュンヘンで文筆家として活動し、1890年代、小説を2冊出したほか、風刺雑誌『ジンプリツィシムス』に記事を書いていた。

### ブルーノとの画廊経営
1898年、従兄弟のブルーノ・カッシーラーとともに、ベルリンのヴィクトーリア通りに画廊を開き、当時ドイツでは目新しかった印象派の絵画を扱い始めた。画廊の内部は、ベルギーの建築家アンリ・ヴァン・デ・ヴェルデが設計したもので、華美な装飾を避けた、進歩的な趣味のものであった。
当時、ベルリンはドイツ帝国とプロイセン王国の首都として急成長を遂げており、ドイツの現代美術市場として、ミュンヘンに取って代わろうとしていた。彼は、エドゥアール・マネ、クロード・モネ、ポール・セザンヌ、フィンセント・ファン・ゴッホ、ポール・ゴーギャンといった印象派・ポスト印象派の絵画をドイツに紹介した。また、1898年に立ち上げられたベルリン分離派を支援し、ロヴィス・コリント、マックス・リーバーマン、レッサー・ユリィ、エルンスト・バルラハなどの絵を取り扱った。友人のハリー・ケスラー伯爵とともに、モダニズム絵画の美術関係者のサークルを形成し、展覧会を開催したり、絵を購入したり、モダニズムを宣伝する記事を書いたりして、ドイツの旧態依然としたアカデミズム絵画を克服しようとした。1900年には、アンブロワーズ・ヴォラールがパリで初めてのセザンヌ個展を開催してからわずか5年後に、ドイツで初めてのセザンヌ展を開催し、1901年には、パリのベルネーム＝ジューヌ画廊がゴッホ回顧展を行ったのと同じ年に、ドイツで初めてのゴッホ展を開催した。
パウルとブルーノは、画廊の傍ら、出版業も行い、ヴァン・デ・ヴェルデや、美術館長フーゴ・フォン・チューディ、アルフレート・リヒトヴァルク、ヴィルヘルム・フォン・ボーデなどの本を出版した。

### パートナーシップ解消後
1901年、パウルは、ブルーノとのパートナーシップを解消し、パウルは、画廊の経営とベルリン分離派の事務局長を続け、ブルーノは出版社を承継して1901年に雑誌『芸術と芸術家』を創刊した。
1903年には、エドヴァルド・ムンク、ピエール・ボナール、エドゥアール・ヴュイヤール、エドガー・ドガ、クロード・モネのほか、最近評価されるようになったフランシスコ・デ・ゴヤ、エル・グレコの展示会を行った。しかし、保守的なメディアからは、反ユダヤ主義も加わって、攻撃を受けた。
1908年、パウル・カッシーラーは、自らの出版社（パウル・カッシーラー・フェルラーク）を開業し、フランツ・マルクの書簡集、マックス・フリートレンダーの『初期ネーデルラント絵画』14巻などを出版した。
ゴッホの作品を相続した義妹ヨハンナ・ファン・ゴッホ＝ボンゲルの信頼を勝ち取って、ドイツでゴッホの作品を数多く販売することに成功した。1910年にはヨハンナとゴッホの手紙のドイツ語訳出版の契約を交わし、1914年にこれを出版した。
1910年から1912年にかけて、『パーン』誌を発行し、表現主義の美術・文学を支持した。
1910年、舞台女優のティラ・デュリューと結婚した。

### 晩年
第1次世界大戦では、ベルギーで従軍し、1914年から1916年にかけて、愛国主義的な雑誌を発行していたが、次第に反戦主義・社会主義に傾斜した。
1920年のアドルフ・ヒトラーの演説では、国家社会主義に抵抗する資産家として攻撃された。
1922年、出版社の財政難のため、これを売却せざるを得なかった。
1926年1月7日、妻ティラとの離婚協議中に拳銃で自殺した。